# Скорбящая мать (братская могила)

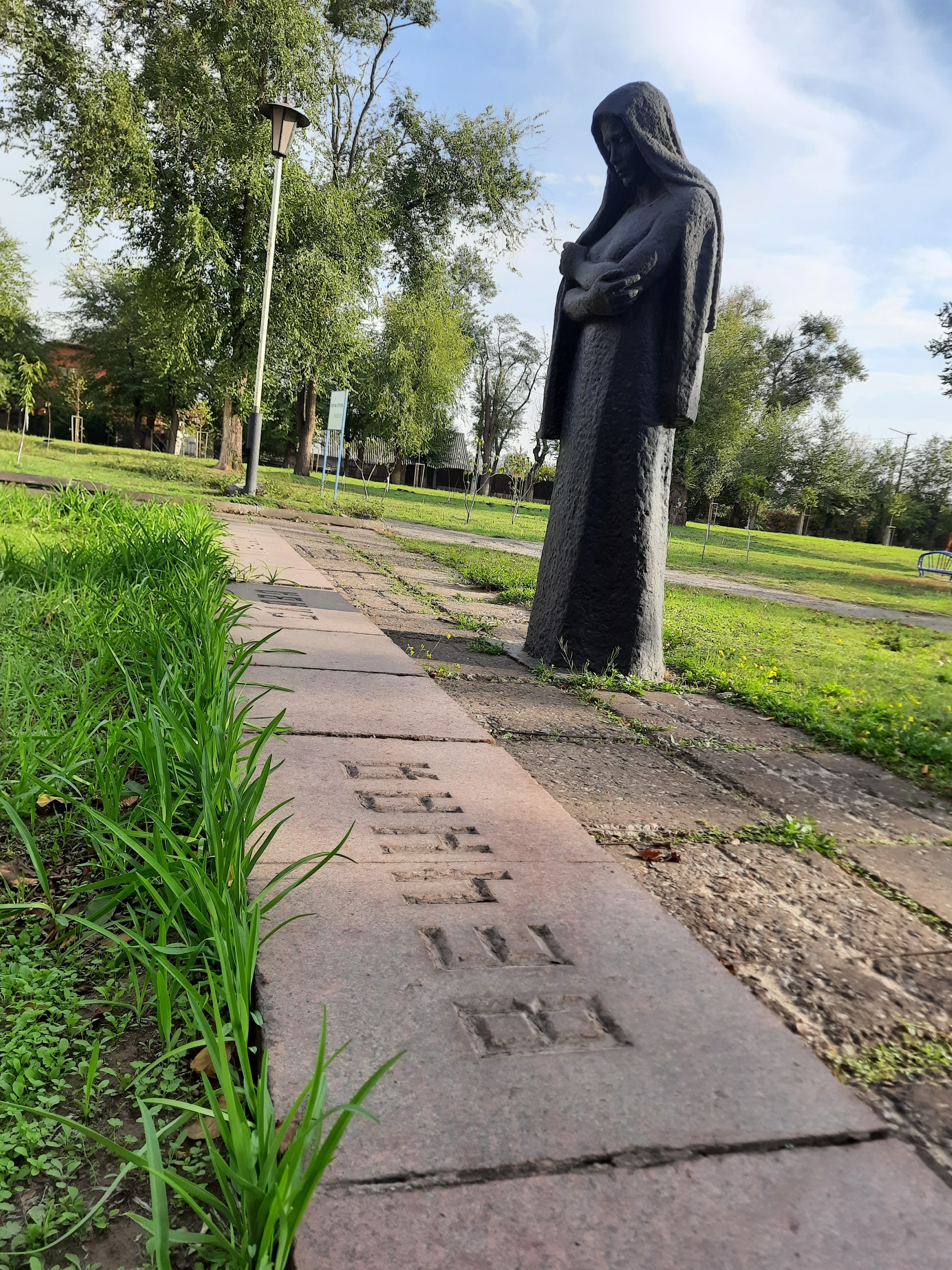
Скульптура «Скорбящая мать»

Братская могила «Скорбящая мать» — памятник истории Великой Отечественной войны в Центрально-Городском районе города Кривой Рог. 

## История
21—22 февраля 1944 года частями 236-й и 394-й стрелковых дивизий 46-й армии был освобождён посёлок Гданцевка от фашистских оккупантов. В братской могиле похоронены погибшие воины, участвовавшие в боях за Гданцевку.
В 1947 году могилы были оцементированы, ограждены железным забором. 8 могил — братские, 4 — индивидуальные. Над погребениями установлены чугунные плиты с фамилиями погибших.
В 1949 году установлен первый памятник.
В 1971 году установлен железобетонный памятник «Скорбящая мать», автор — скульптор Александр Васякин. Монумент отлит на заводе «Коммунист».

## Характеристика
Расположена на улице Мартина Шимановского (ранее Коммунистическая ул.) в сквере имени Егорова бывшего завода «Коммунист» в Центрально-Городском районе.
Братская могила прямоугольной в плане формы, размерами 8,55×4,2 м, ограждена прямоугольными блоками розового гранита шириной 0,6 м, высотой 16 см. На длинной стороне ограждения размещены три памятные плиты из полированного гранита прямоугольной формы, с фигурно обработанными гранями размерами 1,8×1,2×0,13—0,4 м, на расстоянии 1,2 м друг от друга. На плитах отчеканены в один столбик и окрашены серым цветом фамилии, инициалы и воинские звания погибших. На трёх блоках второй длинной стороны ограды углубленным рельефом сделана надпись на русском языке: «ВЕЧНАЯ СЛАВА ГЕРОЯМ».
Скульптура «Скорбящая мать» представляет собой фигуру женщины в полный рост, одетую в длинное платье, на склоненной голове — длинное покрывало, которое женщина придерживает левой рукой. Материал - чугун, окрашенный в чёрный цвет, высота 2,4 м. Постамент размерами 0,9×0,82 м на уровне окружающей территории.
Согласно списку воинов, по состоянию на 2017 год известно о 71 погибшем воине. По данным Центрально-Городского райвоенкомата за 1992 год в братской могиле похоронен 71 воин.